# Hohenwarthia orghidani
Hohenwarthia orghidani is een slakkensoort uit de familie van de Ferussaciidae. De wetenschappelijke naam van de soort is voor het eerst geldig gepubliceerd in 1955 door Grossu.